# 潞城公社
潞城公社是田林县中部靠西北的一个公社，以驻地潞城圩得名。东靠乐里公社、浪平公社、西邻板桃公社、八渡公社，南邻八桂公社，北邻百乐公社。南长35公里，宽28公里，总面积约614平方公里。民国时期分别隶届于潞城乡、八桂乡和镇岭乡。
1958年人民公社化时成立潞城公社(曾称红城公社)，1962年置潞城区，1968年改回潞城公社，1984年设潞城瑶族乡。下辖14个生产大队、145个生产队、124个自然村，境内汉族瑶族居多。社内主要是土山，唯约30平方公里的龙车大队呈为岩溶地貌。三瑶大队境内打角山主峰海拔1457米全社最高，其余还有小香维梁、唐家山、三瑶岭、定目岭、渭界岭等。森林覆盖率为25.7％。河流有乐见河、那燕河、丰厚河、百昂河等。主要产水稻。境内有农业中学、农科所等。